# Усукване
Усукване в механиката се нарича състоянието на конструктивен елемент, подложен на момент, действащ около неговата ос. То е свързано с деформация, при която напречните сечения се завъртат едно спрямо друго около оста на елемента.
За разлика от другите прости разрезни усилия, като огъване, срязване и центричен натиск и опън, при усукването напречните сечения могат да претърпят значителни деформации извън собствената си равнина, с изключение на частния случай на сечения с форма на кръг или кръгов пръстен. Това означава, че в общия случай при усукването не е изпълнена хипотезата на Бернули, една от основните предпоставки на метода на съпротивление на материалите, поради което изследването на това състояние изисква по-сложна методология.

## Елементи с кръгово сечение
В плътни елементи с кръгло напречно сечение или елементи с кръгово тръбно сечение с постоянна дебелина на стената усукването предизвиква само тангенциални напрежения:
{\displaystyle \tau _{t}={Tr \over I_{t}}}
където:
- {\displaystyle \tau _{t}} – тангенциално напрежение от усукване
- r – разстояние от центъра на сечението до съответната точка
- T – усукващ момент в съответното сечение
- {\displaystyle I_{t}} – инерционен момент на усукване

Максималната стойност на тангенциалното напрежение се достига при максимална стойност на координатата r – по външната повърхност на елемента.
При усукващ момент, постоянен по дължината на елемента, взаимното завъртане на двата му края е:
{\displaystyle \phi ={Tl \over GI_{t}}}
където:
- l – дължина на елемента
- G – модул на срязване

Произведението {\displaystyle GI_{t}} се нарича коравина на усукване.